# International Supercomputing Conference
International Supercomputing Conference（インターナショナル・スーパーコンピューティング・カンファレンス、国際スーパーコンピューティング会議、ISC）は、1986年より毎年ヨーロッパで開催されているスーパーコンピューティングの国際会議。

## 歴史
1986年、ドイツ マンハイム大学のコンピュータセンター所長でコンピュータ科学教授のHans Werner Meuer博士が、「マンハイム・スーパーコンピュータ・セミナー」を共同設立して組織し、81の参加者を得た。この会議は毎年開催され、年次の「International Supercomputing Conference」(ISC)となった。この会議では、世界中から集まった講演、展示、研究が行われている。
1993年よりこの会議は、世界で最も高速な500のスーパーコンピュータを発表するTOP500ランキングの年2回の発表のうち、年1回の会場ともなった。他の1回はアメリカ合衆国で開催されているSupercomputing Conference(SC)で発表されている。
2010年3月30日には、ドイツのハンブルクで25周年を祝う集会が行われた
| 開催年 | 開催地                | 会議名                                  |
| ------ | --------------------- | --------------------------------------- |
| 2011   | ドイツ ハイデルベルク | International Supercomputing Conference |
| 2010   | ドイツ ハイデルベルク | International Supercomputing Conference |
| 2009   | ドイツ ハイデルベルク | International Supercomputing Conference |
| 2008   | ドイツ ドレスデン     | International Supercomputing Conference |
| 2007   | ドイツ ドレスデン     | International Supercomputing Conference |
| 2006   | ドイツ ドレスデン     | International Supercomputing Conference |
| 2005   | ドイツ ハイデルベルク | International Supercomputing Conference |
| 2004   | ドイツ ハイデルベルク | International Supercomputing Conference |
| 2003   | ドイツ ハイデルベルク | International Supercomputing Conference |
| 2002   | ドイツ ハイデルベルク | International Supercomputing Conference |
| 1993   | ドイツ マンハイム     | Mannheim Supercomputer Seminar          |